# 3898 Curlewis
3898 Curlewis је астероид главног астероидног појаса са средњом удаљеношћу од Сунца која износи 3,112 астрономских јединица (АЈ).
Апсолутна магнитуда астероида је 12,4.